# Iisaku
Iisaku – okręg miejski w Estonii, w prowincji Virumaa Wschodnia, ośrodek administracyjny gminy Iisaku.